# Quiscalus major
Quiscalus major е вид птица от семейство Трупиалови. Видът е незастрашен от изчезване.

## Разпространение
Разпространен е в Канада, Мексико и САЩ.